# Periander
Periander (Oudgrieks: Περίανδρος) was de tweede tyrannos van Korinthe in de 7e eeuw v.Chr. Hij was de zoon van Cypselus, de eerste tiran. Hij zou zijn vrouw Melissa, de dochter van Prokles, de koning van Epidaurus, hebben vermoord, met wie hij twee zonen had. Alleen de jongste, Lykophron, zag hij als geschikte troonopvolger.

## Biografie
Periander volgde zijn vader op in 627 v.Chr. Hij bouwde de haven van Korinthe verder uit en liet een overbrugging diolkos bouwen over de landengte van Korinthe, zodat schepen over de landengte gesleept konden worden, waardoor men een doorgang door de zee langs de route rond de Peloponnesos kon vermijden. Het geld dat door deze ingreep kon uitgespaard worden, stelde Periander in staat om de belastingen in Korinthe af te schaffen.
Desondanks werd Periander in latere tijden steeds beschouwd als een typische kwaadaardige tiran, bijvoorbeeld door Aristoteles. Herodotos zegt dat Periander zijn wreedaardigheid geleerd had van Thrasybulus van Milete, de tiran van Milete, die Periander had aangeraden om zich te ontdoen van iedereen die mogelijk de macht van hem zou willen ontnemen.
Bovendien beging hij de moord op zijn eigen vrouw, Melissa, de dochter van Prokles, de koning van Epidauros. Hun jongste zoon Lycophron, van zeventien jaar, ontdekte via zijn grootvader Prokles, dat zijn vader de moordenaar was van zijn moeder, waardoor Periander hem noodgedwongen in ballingschap moest sturen naar Korfoe, waarbij hij aan al zijn onderdanen verbood om hem onderdak aan te bieden. Periander probeerde zich later echter te verzoenen met Lycophron, maar deze weigerde om terug te keren naar Korinthe, tenzij zijn vader afstand deed van zijn functie. Lycophron werd uiteindelijk vermoord door de inwoners van Korfoe om te voorkomen dat Periander hem er zou komen opzoeken en dat Lycophron de tirannie nog een generatie langer zou voortzetten (Herodotus, Historiën, III, 50-53). Volgens Diogenes Laërtius zond Periander uit wraak de jonge knapen uit Korfoe naar Lydië om er gecastreerd te worden. Ze zouden echter gered zijn door de inwoners van Samos.
Periander werd door de meeste auteurs echter beschouwd als een van de Zeven Wijzen van Griekenland.
Volgens Herodotos zou Periander ook de muziekwedstrijd georganiseerd hebben die uiteindelijk gewonnen werd door de dichter Arion.

## Filosofie
Periander wordt ook beschouwd als een van de eerste filosofen. Hij zou zijn werk in versvorm hebben neergeschreven, maar daarvan is niets bewaard gebleven. Volgens Diogenes Laërtius sprak hij zich in zijn geschriften onder andere uit tegen de lust naar macht, geweld en het economisch gewin en pleitte voor gematigdheid, eerbaarheid en kalmte. Diogenes bericht ook over een brief aan Procles en andere wijzen. Daarnaast zou hij ook contact hebben gehad met Thales van Milete.